# Järvenpää vasútállomás
Järvenpää vasútállomás Finnországban, Järvenpää településen található.

## Vasútvonalak
Az állomást az alábbi vasútvonalak érintik:
- Helsinki–Riihimäki-vasútvonal

## Kapcsolódó állomások
A vasútállomáshoz az alábbi állomások vannak a legközelebb:
- Saunakallio järnvägsstation (Riihimäki vasútállomás, Helsinki–Riihimäki-vasútvonal, T Helsinki - Riihimäki)
- Ainola vasútállomás (Helsinki Central, Helsinki–Riihimäki-vasútvonal, T Helsinki - Riihimäki, R Helsinki-Tampere)
- Hyvinkää vasútállomás (Hämeenlinna vasútállomás, D Helsinki - Hämeenlinna)
- Kerava vasútállomás (Helsinki Central, D Helsinki - Hämeenlinna)
- Saunakallio järnvägsstation (Nokia vasútállomás, R Helsinki-Tampere)